# Multiverse United 2
Multiverse United 2 será la segunda edición del evento de pague por ver de lucha libre profesional, coproducido por la empresa estadounidense Impact Wrestling y la japonesa New Japan Pro-Wrestling (NJPW). Tendrá lugar el 20 de agosto de 2023 desde el 2300 Arena en Philadelphia, Pensilvania.

## Producción
Multiverse es un evento de lucha libre profesional promovido por Impact Wrestling. El primer evento, Multiverse of Matches tuvo lugar el 1 de abril de 2022, en el Fairmount Hotel de Dallas, Texas. El segundo evento, Multiverse United, tuvo lugar el 30 de marzo de 2023, en el Globe Theater de Los Ángeles, California, estableciendo así el evento Multiverse como una tradición anual. El 16 de abril de 2023, en Rebellion, se anunció que Multiverse United 2 tendría lugar el 20 de agosto de 2023 desde el 2300 Arena en Philadelphia, Pensilvania.

## Resultados
- Pre-Show: Joe Hendry, Yuya Uemura & Heath derrotaron a Rocky Romero, Master Wato & Ryusuke Taguchi.
  - Uemura cubrió a Taguchi después de un «Diving Crossbody».
- Pre-Show: Kenny King derrotó a Yoshinobu Kanemaru y retuvo el Campeonato de los Medios Digitales de Impact.
  - King cubrió a Kanemaru después de un «Royal Flush».
- Chris Sabin derrotó a Frankie Kazarian, BUSHI, Kevin Knight, El Desperado, MAO, Rich Swann y YOH en un Scramble Match.
  - Sabin cubrió a YOH después de un «Cradle Shock».
  - Después de la lucha, BUSHI atacó a Sabin.
- Moose & Eddie Edwards derrotaron a TMDK (Shane Haste & Zack Sabre Jr.).
  - Moose cubrió a Haste después de un «Lights Out Spear».
- Giulia derrotó a Deonna Purrazzo, Giselle Shaw y Momo Kohgo y retuvo el Campeonato Femenino STRONG.
  - Giulia cubrió a Shaw después de un «Northern Lights Bomb».
  - Después de la lucha, Kohgo atacó a Giulia, pero esta le terminó aplicando un «Glorious Driver».
- Sami Callihan derrotó a DOUKI en un South Philly Street Fight.
  - Callihan cubrió a DOUKI después de un «Cactus Driver '97» sobre varias sillas.
- Catch 2/2 (Francesco Akira & TJP) derrotó a TMDK (Robbie Eagles & Kosei Fujita).
  - TJP cubrió a Fujita después de un «Double Knee Strike».
- Bullet Club (David Finlay, KENTA, Clark Connors, Alex Coughlin, Ace Austin & Chris Bey) derrotó a The World (Josh Alexander, PCO, Tama Tonga, Tanga Loa, El Phantasmo & The DKC).
  - Finlay cubrió a The DKC después de un «Powerbomb».
- Lio Rush & Trey derrotaron a Hiromu Takahashi & Mike Bailey.
  - Rush cubrió a Takahashi después de un «Low Blow».
  - Después de la lucha, Rush confrontó a Takahashi, pero fue interrumpido por Bailey.
- Alex Shelley derrotó a Hiroshi Tanahashi y retuvo el Campeonato Mundial de Impact.
  - Shelley cubrió a Tanahashi después de un «Shell Shock».